# Walter Ayoví
Walter Orlando Ayoví Corozo (Esmeraldas, 11 agosto 1979) è un ex calciatore ecuadoriano, di ruolo centrocampista.

## Carriera

### Club
Ha giocato per Barcelona Sporting Club di Guayaquil, Emelec e Al-Wasl di Dubai. Dal 2006 è all'El Nacional.
Ha iniziato la sua carriera nelle file dell'Emelec e si è trasferito al Barcelona Sporting Club di Guayaquil. È stato in prestito all'Al-Wasl di Dubai per la maggior parte della stagione 2004-2005.
All'inizio della stagione 2006-2007 è stato acquistato dall'El Nacional, in cui è restato per tre stagioni.
Il 7 gennaio 2009 il Club de Fútbol Monterrey ne annunciò l'acquisto in prestito per metà stagione e fece il suo debutto il 6 febbraio 2009 segnando il suo primo gol nella quarta giornata del campionato messicano contro il Tecos de la UAG.
Il 29 marzo 2009 il Monterrey ha acquistato il giocatore

### Nazionale
Venne convocato in nazionale per il Campionato mondiale di calcio 2002, tenutosi in Corea del Sud e in Giappone, ma non scese in campo durante il torneo. Convocato regolarmente dalla nazionale ecuadoriana, qualificatasi per il Campionato mondiale di calcio 2006 in Germania, anche questa volta, sorprendentemente, non venne incluso nella squadra per la Coppa del Mondo. Venne, tuttavia, chiamato a partecipare alla Copa América 2007. Le sue due apparizioni in tale competizione avvennero come sostituto contro il Messico e come titolare contro il Brasile.
Successivamente è diventato un giocatore importante la nazionale ecuadoriana, soprattutto nella qualificazione per i mondiali 2010 della CONMEBOL. Egli ha solidificato la sua posizione di partenza con una doppietta contro il Perù in una vittoria di 5-1. Ha segnato un gol eccezionale in una vittoria fondamentale contro l'Argentina l'11 giugno 2009, in cui l'Ecuador ha vinto per 2-0.
Viene convocato per la Copa América Centenario negli Stati Uniti.